# IBoy (Roman)
iBoy ist ein Jugendroman des britischen Schriftstellers Kevin Brooks aus dem Jahr 2010.

## Handlung
Der 16-jährige Schüler Tom Harvey wächst bei seiner Großmutter in der Londoner Hochhaussiedlung „Crow Town“ auf, die von Armut, Drogenhandel und Gewalt durch rivalisierende Gangs geprägt ist. Eines Tages macht er sich auf den Weg zu Lucy Walker, seiner besten Freundin aus Kindheitstagen, als ihm plötzlich ein iPhone 3GS auf den Kopf fällt, das jemand aus dem 30. Stock geworfen hat. Das iPhone zertrümmert seinen Schädel, sodass er das Bewusstsein verliert und erst nach einigen Tagen im Krankenhaus wieder zu sich kommt. Tom erfährt vom behandelnden Arzt, dass während einer Operation nicht alle Teile des Geräts aus seinem Gehirn entfernt werden konnten. Was selbst die Ärzte nicht wissen ist, dass die verbliebenen Teile mit seinem Gehirn agieren. Bald bemerkt er, dass ihm dadurch neue Fähigkeiten erwachsen – so kann er gedanklich jederzeit online gehen, alle Telefonanrufe und SMS verfolgen und große Datenmengen intuitiv auswerten. Diese Fähigkeiten besitzt er nur, solange er Empfang hat. 
Bei ersten Versuchen mit seinen neuen Kräften liest Tom in der Online-Ausgabe einer Zeitung, dass zum Zeitpunkt seines Unfalls gleichzeitig Lucy von mehreren Jugendlichen in ihrer Wohnung vergewaltigt wurde. Er macht sich auf die Suche nach den Tätern und findet heraus, dass sie einer Gang angehören und eigentlich Lucys Bruder Ben bestrafen wollten, der einen Auftrag verweigert hat. Tom verhindert einen erneuten Übergriff auf Lucy und setzt dabei weitere Fähigkeiten ein, die ihm sein Cyborg-artiger Zustand verleiht, wie das Aussenden von schmerzhaften elektrischen Impulsen und das Abwehren von Waffen per Kraftfeld. Da deren Einsatz sein Aussehen verändert, erkennt ihn zunächst niemand und er behält das Geheimnis seiner „Superkräfte“ für sich. Selbst Lucy gegenüber, in die Tom verliebt ist, gibt er sich nicht zu erkennen, sondern kommuniziert unter dem Pseudonym „iBoy“ in ihrem geheimen Blog mit ihr. Aber auch in seiner wirklichen Gestalt kümmert er sich um Lucy, sodass sie sich auf beiden Ebenen näher kommen. 
Toms Rachefeldzug wird mit der Zeit immer umfassender, durch Datenmanipulationen gelingt es ihm, dass einige Gangmitglieder sich gegenseitig verletzen und andere verhaftet werden, sodass es in der Siedlung ruhiger wird. Trotzdem kämpft er immer wieder mit Selbstzweifeln, ob sein Handeln richtig ist und ob er in dieser gespaltenen Form weiter leben kann und will. Doch zunächst will er den von ihm ermittelten Drahtzieher hinter vielen Gewalttaten, Howard Ellman, bestrafen und provoziert ihn zu einem Treffen mit „iBoy“. Ellmann findet jedoch heraus, dass Tom hinter dem geheimnisvollen Rächer steckt, nimmt Lucy als Geisel und verschleppt mithilfe mehrerer Kumpane beide zu einer Lagerhalle, in der es keinen Internetempfang gibt und Toms Fähigkeiten daher außer Kraft gesetzt sind. Tom kann Lucy auch nicht befreien, da einer der Gangster mithilfe von Klebeband eine Pistole an ihren Kopf geklebt hat und jederzeit abdrücken könnte. Ellmann will Tom töten, quält ihn zuvor jedoch noch mit Offenbarungen über seine verstorbene Mutter, die als Prostituierte für Ellmann gearbeitet hat und die er ermordete, als sie wegen ihrer Schwangerschaft aussteigen wollte. Als er zudem Lucy auch noch mit dem Messer bedroht, wächst Tom über sich hinaus und schafft es mit enormer Konzentration, über eine entfernte Basisstation die Energie tausender Handys anzuzapfen und damit die Akkus der Geräte von Ellman und seinen Kumpanen explodieren zu lassen. Diese werden dadurch schwer verletzt, zwei Helfer von Ellman verbluten. Tom gerät erneut in eine seelische Krise, aus der ihn Lucy jedoch befreit, die nun seine beiden Seiten kennt und ihn annimmt, wie er ist.

## Textanalyse

### Literarische Gattung
iBoy enthält Merkmale verschiedener Genres wie Fantasy, Krimi, Liebesgeschichte, Detektivgeschichte, Sozialstudie und Thriller. Der Roman greift unter anderem die Themen Gewalt und Rache, virtuelle und reale Welt, Identitätssuche, Macht und Verantwortung, Liebe und Sexualität auf. Er richtet sich laut Verlag dtv an Jugendliche ab 14 Jahren.

### Erzähler und erzählte Zeit
Obwohl iBoy Science-Fiction-Elemente aufweist, spielt sie in der Gegenwart. Als Ich-Erzähler wirkt die Hauptfigur Tom Harvey. Er erzählt die Geschichte aus der Rückschau, d. h. nachdem sie bereits passiert ist, ohne dass der Ausgang vorweggenommen wird. Die Erzählchronologie ist weitgehend linear.

### Aufbau
Der Roman ist in 26 Kapitel eingeteilt. Sie sind durchnummeriert, wobei die entsprechende Binärzahl als Kapitelüberschrift dient (1, 10, 11 etc.). Die Kapitel beginnen jeweils mit einem Zitat oder Erklärung von Fachbegriffen, die mit der Handlung in Zusammenhang stehen.

## Rezeption
iBoy wurde für den Deutschen Jugendliteraturpreis 2012 nominiert. Die Jury begründete die Auswahl damit, dass Brooks darin wichtige philosophische Fragen aufwerfe, seinen Lesern aber keine Antworten vorgebe. Er versetze sich „auf einzigartige Weise“ in die von ihm erfundenen Charaktere hinein und lote ihre Gedanken und Gefühle genau aus. Außerdem zeigte sich die Jury von der Übersetzung durch Uwe-Michael Gutzschhahn beeindruckt.
Geraldine Brennan von The Observer bezeichnet iBoy als „fesselnden, pfiffigen und tiefgründigen Science-Fiction-Kriminal-Thriller“. Mit den schwerwiegenden Fragen, denen sich die Hauptfigur stellen muss, sei das Buch mehr als nur eine weitere Geschichte über einen Actionhelden, der sich seiner Freundin nicht offenbaren kann. Das kompensiere auch gewisse Schwächen, wie z. B. die häufige Verwendung von Schimpfwörtern.

## Auszeichnungen
- Die besten 7 Bücher für junge Leser, Oktober 2011
- Angus Book Award 2012
- Jugendbuchpreis Lese-Hammer 2012
- Nominierung für den Deutschen Jugendliteraturpreis 2012[3]

## Verfilmung
Das Buch wurde im Jahr 2017 vom britischen Regisseur Adam Randall verfilmt. Der Film mit Bill Milner und Maisie Williams in den Hauptrollen soll am 27. Januar 2017 vom Video-on-Demand-Anbieter Netflix veröffentlicht werden.

## Ausgaben (Auswahl)
- iBoy. Penguin, London 2010, ISBN 978-0-14-132610-8.
- iBoy. Aus dem Englischen von Uwe-Michael Gutzschhahn, deutsche Erstausgabe, Deutscher Taschenbuch-Verlag, München 2011, ISBN 978-3-423-24845-7.
- iBoy Tonträger (4 CDs) Gekürzte Lesung. Gelesen von Stefan Kaminski. Aus dem Englischen von Uwe-Michael Gutzschhahn, Regie Gabriele Kreis, Hörbuch Hamburg, Hamburg 2011, ISBN 978-3-86742-687-9.
- Schulbuch (2 Teile), Cornelsen, Berlin 2014.
  - iBoy. ISBN 978-3-06-033674-6.
  - Helga Korff (Hrsg.): Teacher's manual. Mit Audio-CD und Klausurvorschlägen. ISBN 978-3-06-033474-2.